# Jelena Dmitrijeva
Jelena Viktorovna (Chaplina) Dmitrijeva (ryska: Елена Викторовна Дмитриева), född den 1 juli 1983 i Astrachan, Ryssland, är en inte längre aktiv rysk handbollsspelare.

## Klubbkarriär
Dmitrijeva började spela handboll vid sju års ålder i sin hemstad Astrachan. Vid 15 års ålder 1998 gick Dmitrieva med i en kazakisk klubb från staden Qysylorda, med vilken hon vann det kazakiska mästerskapet. Hon stannade i klubben till 2000. Vänstersexan anslöt sedan till den ryska toppklubben GK Lada Toljatti 2000. Tillsammans med Lada vann hon ryska mästerskapet 2002, 2003 och 2004 och cupvinnarcupen i handboll 2002. 
Dmitrieva flyttade sedan till montenegrinska klubben, då ännu förenat med Serbien , Buducnost , med vilken hon vann mästerskapstitlar 2005 och 2006 och cupvinnarcupen i handboll för andra gången 2006. 2007 flyttade hon till den ryska  Zvezda Zwenigorod. 2007 vann hon ryska mästerskapet där och EHF-cupen med Zvezda. Under de följande åren följde titlarna  i EHF Womens Champions League 2008, EHF Champions Trophy 2008 och ryska cupen 2009. Hon avslutade sin karriär 2013.

## Landslagskarriär
Dmitrijeva spelade för det ryska landslaget mellan 2001 och 2011. Med det Rysslands damlandslag i handboll vann hon VM-guld 2007 och 2009, och bronsmedaljen vid EM 2008. Hon tog också OS-silver i damernas turnering i samband med de olympiska handbollstävlingarna 2008 i Peking.